# ابواء
ابواء نام روستایی است میان راه مکه و مدینه که در ۱۹ میلی سقیا و ۲۷ میلی جحفه واقع است و یک شبانه روز از دریا فاصله دارد.
قبر آمنه بنت وهب مادر محمد که در مراجعت از مدینه به مکه در سال ۴۶ قبل از هجرت در گذشت، بنابر مشهور در اینجاست.زمانی که قریش برای خونخواهی کشتگان خود در بدر قصد مدینه کردند و به ابواء رسیدند، گروهی خواستند قبر آمنه را نبش کنند، ولی ابوسفیان پس از مشورت با صاحب نظران قریش از این کار خودداری کرد.(واقدی ۱/۲۰۶) در واقعه حدیبیه پیغمبر بر سر قبر آمنه رفت و بر آن گریست و به مرمت و بازسازی آن پرداخت.(ابن سعد ۱/۶۱۱)
پس از حجه الوداع نیز به زیارت قبر آمنه شتافت و بر آن گریه کرد.(قمی ۱/۴۴)
اولین غزوه پیغمبر در این سرزمین اتفاق افتاد.یک سال پس از هجرت در ماه صفر، او به قصد غزوه قریش و بنی ضمره از مدینه بیرون رفت و در منزلگاه ابواء با مهتر قبیله ضمره؛ مخشی بن عمرو رو به رو گردید.وی با پیامبر از در آشتی درآمد و پیمان نامه‌ای میان مسلمانان و بنی ضمره نوشته شد. 
در یکی از مسافرت‌های پیامبر آیاتی از قرآن، از جمله آیه تیمّم (نساء: ۴۳) در ابواء نازل شد. 
در همین منزلگاه ابوسفیان پیش از فتح مکه در حالی که پیامبر رهسپار آنجا بود، به دیدار او رفت و اسلام آورد. 
در اواخر سال ۶۳ مسلم بن عقبه که به علت جنایت بزرگی که در مدینه در واقعه حره مرتکب شده بود، مسرف بن عقبه می‌خوانند، در مسیر خود از مدینه به مکه در همین جا در گذشت. 
به قولی، عبدالله بن جعفر در سن ۹۰ سالگی در همین منزلگاه در گذشت.قول دیگر آن که وی در مدینه دار مرده‌است. (سیره بن هشام و طبقات ابن سعد و مغازی واقدی به نقل دائرةالمعارف بزرگ اسلامی)
محل تولد امام باقر و امام موسی کاظم نیز در همین جا بوده‌است. 
امروز، ابواءِ به نام مستوره معروف است. (لغت‌نامه دهخدا)